# Martin-Pierre Gauthier

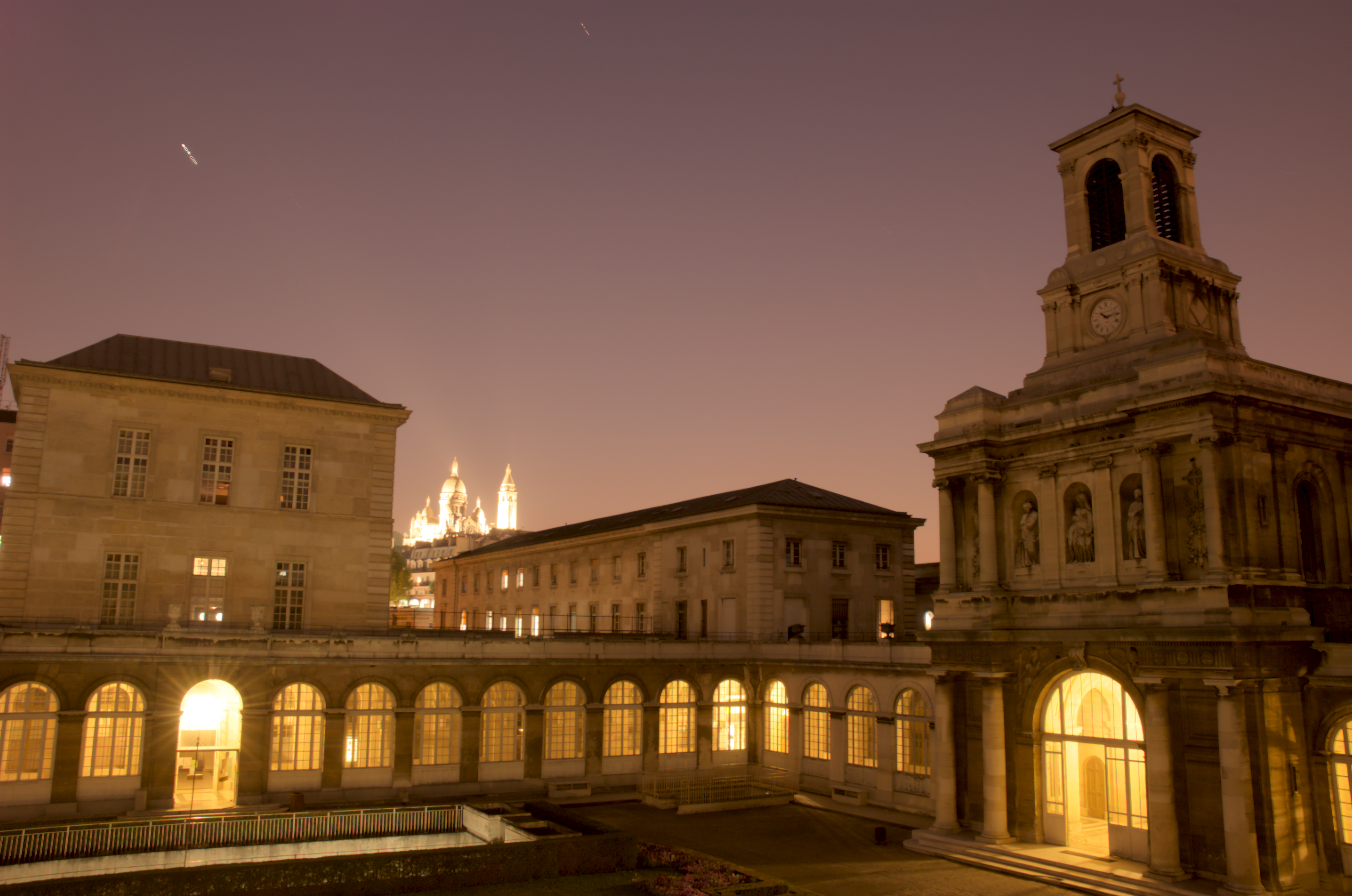
Szpital Lariboisière w Paryżu

Martin-Pierre Gauthier (ur. 9 stycznia 1790 w Troyes, zm. 1855 w Paryżu) – francuski architekt, uczeń Charlesa Perciera. Jego projekt „Basilique Chrétienne” został nagrodzony w Rzymie w 1819. Został kawalerem Legii Honorowej w 1841, a w 1842 wybrany członkiem Akademii Sztuk Pięknych.